# Norddeich (Dithmarschen)
Norddeich er en by og en kommune i det nordlige Tyskland, beliggende i Amt Büsum-Wesselburen under Kreis Dithmarschen. Kreis Dithmarschen ligger i den sydvestlige del af delstaten Slesvig-Holsten.

## Geografi
Norddeich ligger nord for Wesselburen og direkte til Nordsøen. Ud over Norddeich, ligger Balkhemm og Hauberg i kommunen.

### Nabokommuner
Nabokommuner er (med uret fra nordvest) Wesselburenerkoog og Schülp, byen Wesselburen samt kommunerne Süderdeich og Hellschen-Heringsand-Unterschaar (alle i Kreis Dithmarschen).